# 黄海
黄海（こうかい、ホワンハイ、英: Yellow Sea）は、中国大陸と朝鮮半島の間にある海。

## 概要
黄河から運ばれる黄土により黄濁している部分があることから黄海と呼ばれている。フランスの地図製作者ダンヴィルが1737年に作成した『中国新地図帳』に黄海 (Hoang Hai ou Mer Jaune) と表記したことで国際的にも認知されるようになった。

## 領域
朝鮮半島沿岸部は第二次大戦以降、軍事境界線を延長する形で海上に北方限界線が設定され、韓国と北朝鮮の間の事実上の国境として機能している。しかし、北朝鮮は1999年9月2日以降これを否定し、独自の「朝鮮西海海上軍事境界線」を設定している。この海域では1999年以降に第1延坪海戦、第2延坪海戦、延坪島砲撃事件とたびたび武力衝突が発生しており、南北間の緊張の原因になっている。
中韓問題では、韓国が李承晩ラインを設定して公海上で操業する中国漁船を拿捕して「国際法上の慣例を無視した措置」をした時から、中国と韓国の間では排他的経済水域に関する争いがある。蘇岩礁、可居礁をめぐる領有権争いに加え、中国漁船が韓国側水域に侵入することが両国間の問題となっている。
2018年に韓国と北朝鮮は「東海と黄海の両地区」を開発することに合意したことを聯合ニュースが報じている。
国際水路機関発行の「大洋と海の境界（第三版）」では、Yellow Sea (Hwang Hai) としている。

## 地理

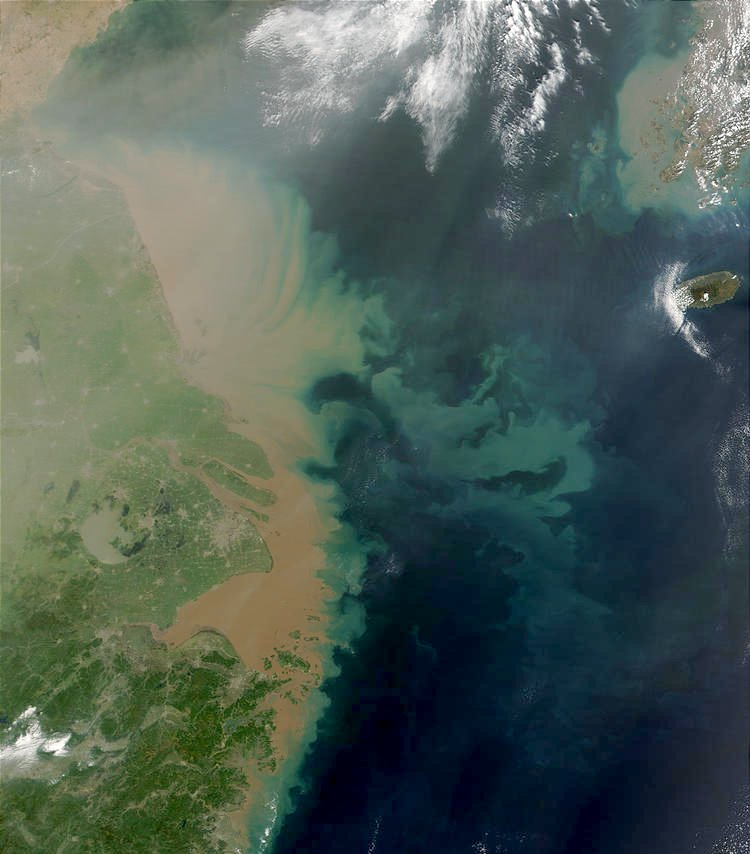
黄海の衛星写真 NASA, 2002

黄海は太平洋の縁海であり、広義の東シナ海の一部である。北西側では、山東半島と遼東半島の間の渤海海峡を通じて渤海とつながっている。北東は遼東半島と朝鮮半島の間に西朝鮮湾が入り込んでおり、その湾奥に鴨緑江が河口を作っている。
水深は平均44メートルと浅く、大陸棚となっている。北は遼東半島から、南は揚子江河口までにまたがっている。河口からは海底に三角州が済州島付近にまで形成されており、かつては底引き網漁の好漁場であった。近年は中華人民共和国からの排水による海洋汚染の深刻化が懸念されている。
面積は38万平方キロメートル